# Albinaria olivieri
Albinaria olivieri is een slakkensoort uit de familie van de Clausiliidae. De wetenschappelijke naam van de soort is voor het eerst geldig gepubliceerd in 1839 door Roth.